# 공짜돈
공짜돈(Freigeld)은 실비오 게셀이 제안한 돈(교환) 단위이다.
공짜돈에는 특별한 특성이 있다. 첫째로는 인플레이션나 디플레이션이 없는 금융기관에 의해 관리된다는 점이다. 그 외에 현금흐름이 안전하고, 다른 통화로 환전이 가능하며 특정 지역으로 지역화(지역화폐)할 수 있다는 점이다.
미하엘 엔데는 자신의 아동소설 모모를 쓸 때 관련 개념 적용을 언급하였다.